# Пођо Ренатико
Пођо Ренатико (итал. Poggio Renatico) је насеље у Италији у округу Ферара, региону Емилија-Ромања.
Према процени из 2011. у насељу је живело 5306 становника. Насеље се налази на надморској висини од 10 м.

## Становништво
| 1931. | 1936. | 1951. | 1961. | 1971. | 1981. | 1991. | 2001. | 2011. |
| ----- | ----- | ----- | ----- | ----- | ----- | ----- | ----- | ----- |
| 9.069 | 8.738 | 8.836 | 8.482 | 7.683 | 7.522 | 7.383 | 7.679 | 9.674 |